# Act of Free Choice

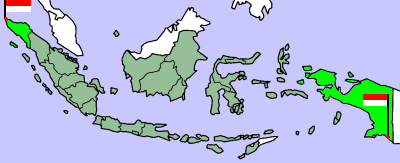
Indonesien heute; Westneuguinea bildet den östlichen Abschluss, Aceh den westlichen. Die markierten Städte sind Sabang und Merauke, die für das indonesische Nationalverständnis eine sprichwörtliche Rolle spielen: „Dari Sabang sampai Merauke“ (von Sabang bis Merauke)

Der Act of Free Choice war eine umstrittene Abstimmung, mit der Indonesien 1969 mit Unterstützung der UNO die Übernahme Westneuguineas (Westpapua) legitimierte.
Vorbereitungen für eine Unabhängigkeit West-Papuas begannen Ende 1961, Indonesiens Ziel eines Territoriums in den Grenzen Niederländisch-Indiens von 1942 massiv zu stören. Mit Hilfe der USA gelang es Indonesien 1963, Westneuguinea unter indonesische Verwaltung zu stellen, jedoch mit der 1962 im New Yorker Abkommen zwischen den Niederlanden und Indonesien vereinbarten Bedingung, dass die Papua bis 1969 in einem Volksentscheid unter Aufsicht der UNO ihre Zugehörigkeit zu Indonesien bestätigen. Um sowohl das gewünschte Ergebnis der Abstimmung zu sichern als auch internationale Glaubwürdigkeit zu gewinnen, wurden die eintausend aus den Stammesführern Westneuguineas ausgesuchten Wahlmänner zunächst von Indonesien für die Wahl trainiert, die in die Zeit der Landung des ersten Menschen auf dem Mond gelegt wurde. Als Beobachter waren nur zwei ausländische Journalisten zugelassen. Durch eine Mischung finanzieller Einflussnahme und die Androhung von Folter fiel das Wahlergebnis einstimmig zu Gunsten Indonesiens aus. Die UNO unterstützte den Betrug, bemühte sich, die Angelegenheit möglichst schnell loszuwerden und sah ihre Rolle im New Yorker Abkommen als erfüllt an. Die Act of Free Choice (deutsch: Freie Wahl, indonesisch: Pepera – Penentuan Pendapat Rakyat) genannte Abstimmung ist daher in Westneuguinea allgemein als Act of No Choice (deutsch: Abstimmung ohne Wahlmöglichkeit) bekannt. Bei einer Revision des Verfahrens vor der UNO fürchtet Indonesien nicht nur eine seiner rohstoffreichsten Provinzen und größten Finanzquellen einzubüßen, sondern sieht die Legitimität und Einheit der Nation in Gefahr.

## Vorgeschichte

### Kolonialzeit
1848 teilten die Niederlande und Großbritannien die traditionelle von Melanesiern bewohnte Insel Neuguinea am 141. Längengrad. Die als Papua-Neuguinea bekannte Osthälfte wurde 1884 zwischen Deutschland und Großbritannien aufgeteilt. Das südöstliche Britisch-Neuguinea ging 1906 als Papua an Australien, während der nordöstliche deutsche Teil (Kaiser-Wilhelms-Land und der Bismarck-Archipel von Deutsch-Neuguinea) nach dem Ersten Weltkrieg unter australische Verwaltung gestellt wurde. Nach dem Zweiten Weltkrieg von Australien als Papua-Neuguinea verwaltet, erhielt es 1975 seine Unabhängigkeit.
Die westliche Hälfte Neuguineas wurde unter der Bezeichnung Niederländisch-Neuguinea Teil von Niederländisch-Indien. Die Niederländer hatten wenig Interesse an dem Gebiet, benutzten es als Platz für strafversetzte Beamte, zur Internierung von Rebellen und als Kontrollpunkt der Seewege zu den Gewürzinseln. Hauptinteresse war der Schutz der lukrativen Kolonien westlich von Neuguinea. Die erste geologische Erkundung fand 1907 statt.

### Vorbereitung auf die Unabhängigkeit
Am 17. August 1945, zwei Tage nach der Niederlage Japans im Zweiten Weltkrieg, wurde die Unabhängigkeit Indonesiens verkündet, die die Niederlande nicht anerkannten. Nach vier Jahren wurde unter internationalem Druck am 27. Dezember 1949 Indonesiens Unabhängigkeit akzeptiert. Bei der vorangegangenen Rundtischkonferenz war es den Niederlanden jedoch gelungen, Westneuguinea vom Souveränitätstransfer an Indonesien auszuschließen. Eine Einigung durch weitere Verhandlungen innerhalb eines Jahres war stattdessen vereinbart. Indonesien machte diplomatische Anstrengungen, unterstützt von militärischen Unternehmungen, gegen die Niederlande. Diese Kampagne der Einforderung Papuas nutzte Präsident Sukarno erfolgreich als Strategie der Konsolidierung nationaler Einheit in einer Zeit tiefer Spaltungen der indonesischen Elite. Dass „Papua Teil von Indonesien ist“, war eines der Themen, bei denen alle politischen Führer und Parteien einig waren.
Anfang der 1950er Jahre scheiterten die Gespräche zur Zukunft Westneuguineas, und die Niederlande begannen Westneuguinea auf die Unabhängigkeit vorzubereiten. Mit Hilfe der Vereinten Nationen sollte das Land in den 1970er Jahren durch Ausbildung einer nationalen Elite, Gründung von Parteien und Gewerkschaften, Bildung des Neuguinea-Rates (5. April), allgemeines Wahlrecht, Entwurf der Morgenstern-Flagge, einer Nationalhymne und eines Emblems unabhängig werden. Am 27. September stellte der niederländische Außenminister Joseph Luns den Plan auf der UNO-Vollversammlung vor. Indonesien protestierte.
Um nicht zwischen den Mächten hin- und hergeworfen zu werden und der internationalen Gemeinschaft zu zeigen, dass die Papua auf eigenen Füßen stehen und bald eine eigene Nation bilden können, trafen sich daraufhin am 19. Oktober 1961 auf dem Ersten Papuakongress 70 Führer Papuas, davon 17 Mitglieder im Nationalen Rat. Angenommen wurde ein politisches Manifest:
Auf der Basis des Wunsches unserer Menschen nach Unabhängigkeit fordern wir durch Vermittlung des Nationalkomitees und unserer Volksvertretung, den Rat Neuguineas die Regierung von Niederländisch Neuguinea und der Niederlande auf, dass am 1. November
1. Unsere Flagge neben der Flagge der Niederlande gehisst ist
2. Unsere Nationalhymne, Hai Tanahku Papua, zusammen mit dem Wilhelmus gesungen wird
3. Der Name unseres Landes ist Westpapua
4. Der Name unseres Volkes ist Papua.

Auf dieser Basis fordern wir, das Volk Papuas, unseren eigenen Platz wie andere freie Völker und unter den Nationen wünschen wir Papua zur Erhaltung des Friedens in der Welt beizutragen.

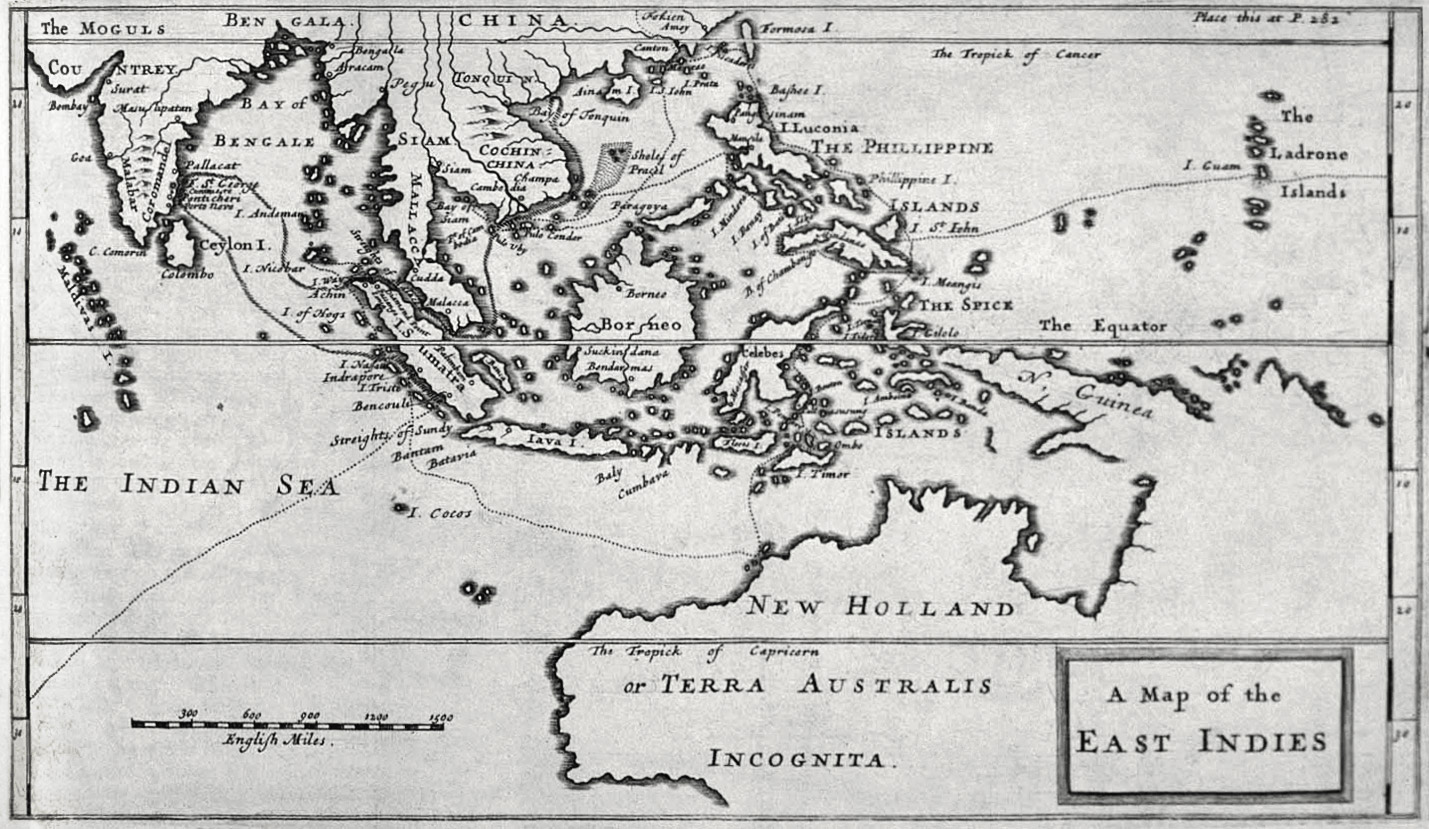
Sukarnos Vision: Indonesien in der Größe von Niederländisch-Ostindien

Flagge und Wappen wurden von den Niederlanden am 18. November bestätigt. Am 1. Dezember 1961 wurde die Flagge der Republik Westpapua zum ersten Mal öffentlich gehisst. „Großer Jubel herrschte im Land, die Menschen tanzten, sangen und feierten den Beginn einer neuen Ära.“ Sukarno sah nun seine Vision von Indonesien in Gefahr, die alle Inseln des früheren Niederländisch-Indien – von Sabang (Sumatra/Aceh) bis Merauke (West-Papua) – umfasste. Er begriff, dass der neue Nationalismus Westpapuas eine wesentlich größere Gefahr für Indonesien darstellte als die Fortsetzung der niederländischen Verwaltung. In der Trikora-Rede am 19. Dezember gab Sukarno den „Befehl zur Befreiung Westirians“:
1. Die Bildung des Papuamarionettenstaates zu verhindern
2. das zu Indonesien gehörende Westirian unter die indonesische Flagge zu stellen
3. Vorbereitung zur allgemeinen Mobilmachung zur Verteidigung der Einheit Indonesiens.[5] Unmittelbar darauf begannen unter Führung des jungen Suharto indonesische Fallschirmjäger des gerade dafür geschaffenen Strategischen Heereskommandos Kostrad mit militärischen Angriffen, um Westneuguinea zu „befreien“ (Manadala-Kommando). Am 15. Januar versenkten die Niederländer ein indonesisches Patrouillenboot, am 24. März einen Zerstörer vermutlich russischer Herkunft.[6]

Sukarno hatte in der Trikora-Rede die Nähe zu den sozialistischen Staaten herausgestellt, die Indonesien in der Angelegenheit Westirian im Gegensatz zu den imperialistischen Ländern unterstützen würden. Nun begannen die Vereinigten Staaten auf die Niederlande Druck auszuüben, das Land an Indonesien zu übergeben. Ohne internationale Unterstützung (die UNO und Australien folgten den Vereinigten Staaten) stimmten die Niederlande im August 1962 dem Plan des US-Diplomaten Ellsworth Bunker zu – bekannt geworden als das New Yorker Abkommen –, die Republik Westpapua nach einer Übergangsphase unter UN-Aufsicht an Indonesien zu übergeben, mit der Bedingung, dass eine freie Wahl nationaler Selbstbestimmung der Bevölkerung Westneuguineas durch Indonesien unter UNO-Aufsicht bis Ende 1969 durchgeführt: der Act of Free Choice.
Der wichtigste Teil für die Papua war Artikel 18 des New Yorker Abkommens:
„Indonesien wird mit Hilfe und Beteiligung des Vertreters der Vereinten Nationen und seines Stabes dafür sorgen, dass die Bevölkerung des Territoriums Gelegenheit zu einer freien Wahl erhält. Dabei ist folgendes zu berücksichtigen: … d) Allen Erwachsenen, Männern wie Frauen, die keine Ausländer sind, muss die Möglichkeit gegeben sein, sich an diesem Akt der Selbstbestimmung zu beteiligen, der in Übereinstimmung mit internationaler Praxis zu gestalten ist.“
Das ermöglichte den Niederlanden, das Gesicht zu wahren. Indonesien feierte den Triumph.
Am 1. September billigten 9 von 28 Mitgliedern des Neuguinea-Rates das New Yorker Abkommen, das ohne Beteiligung der Papua beschlossen worden war. Bei einer zweiten Abstimmung verließ die Hälfte der Ratsmitglieder die Versammlung. Von den verbliebenen 14 befürworteten 12 das Abkommen, zwei stimmten dagegen.

### Unter indonesischer Verwaltung
Am 1. Oktober 1962 wurde Westneuguinea der zeitweiligen UNO-Verwaltung UNTEA (United Nations Temporary Executive Authority) übergeben, die das Land mindestens sieben Monate führen sollte. Eine maximale Dauer war nicht vereinbart und sofort nach dem Ablauf von sieben Monaten wurde das Gebiet am 1. Mai 1963 unter indonesische Verwaltung gestellt.
Die UNO-Verwaltung brachte mangels Macht, Willen und Fähigkeiten keine wirkliche neutrale Phase. Sie ermögliche aber den Abzug der niederländischen Verwaltung. Während zunächst Papua-Beamte und -Polizei die Aufgaben insbesondere in der Regionalverwaltung übernahmen, strömten schnell weit mehr indonesische Beamte und Militärs ins Land als vorgesehen waren und übernahmen schnell die Macht. Sie übten starken Druck auf die Papua aus, sich zur Zugehörigkeit zu Indonesien zu bekennen und den Traum der Selbstbestimmung aufzugeben. Bald folgten gewalttätige Aktionen der indonesischen Militärs, die die neue Verwaltung in den nächsten Jahrzehnten kennzeichnete. Schnelle Verarmung folgte, Verschlechterung der Rechtssicherheit und Verlust der Bürgerrechte. Systematisch wurde alles beseitigt, was an die Niederlande erinnerte. Die Polizei der Republik Westpapuas wurde in Baracken gesperrt, politische Gruppen und der Rat Neuguineas aufgelöst. Die Benutzung der nationalen Symbole einschließlich der Worte „Papua“ und „Melanesisch“ wurde ungesetzlich, öffentliche Versammlungen jeder Art illegal, Bewegungs- und Meinungsfreiheit beschränkt und das Bildungssystem zerstört. Das führte zu zunehmenden negativen Reaktionen der Papuas. Insbesondere das Hinterland von Manokwari war in ständiger Opposition, worauf harte militärische Aktionen folgten. Die Anzahl der Todesopfer stieg bald in die Tausende. Für die USA war die Angelegenheit geregelt. Der Niederlande wie auch Australien lag zu viel an guten Beziehungen zu Indonesien, um sich einzumischen.
Indonesien hatte längst nicht mehr die Absicht, sich um den vereinbarten Act of Free Choice zu kümmern. Sukarno, obwohl von Kennedy freundlich behandelt, enteignete fast alle ausländischen Firmen (außer Texaco). 1965 trat Indonesien aus Protest gegen Malaysias Ernennung zum zeitweiligen Mitglied des UN-Sicherheitsrates aus der UNO aus.
Nach dem Sturz Sukarnos und der Vernichtung der Kommunistischen Partei im Blutbad von 1965 bemühte sich der neue Präsident Suharto um internationales Ansehen und insbesondere um gute Kontakte zu den westlichen Industrieländern. US-Bergbaugigant Freeport wurde bereits im Frühjahr 1966 zu ersten Gesprächen eingeladen. Nach der Verabschiedung des neuen Gesetzes über Auslandsinvestitionen erhielt Freeport zu von ihm weitgehend selbst gewählten Konditionen einen Vertrag über 30-jährige Nutzungsrechte an der reichen Ertsberg-Kupfer-Mine in Westneuguinea und war fortan ein enger Verbündeter der Suharto-Regierung.
Auf seiner Rede am Unabhängigkeitstag 1968 betonte Suharto, dass die Verpflichtungen des New Yorker Abkommens eingehalten würden und der Volksentscheid bis Ende 1969 stattfindet. Jedoch würde man die Menschen Westirians nicht aufgeben, sondern ihren Freiheitskampf und ihren Wunsch, Teil des indonesischen Volkes zu sein, unterstützen. Der bevorstehende Act of Free Choice war ein nationales Thema, das über die Einheit und Integrität der Republik Indonesien entschied.
Während sich einzelne Papuahäuptlinge positiv zu Indonesien äußerten, hatte sich die allgemeine Meinung und Situation deutlich verschlechtert. Ein Mitarbeiter des Außenministers konstatierte, dass indonesische administrative, finanzielle und ökonomische Fehler nicht nur Enttäuschung verursacht hatten, sondern Unterstützung für die Unabhängigkeit West-Papuas geradezu erzeugten. Die Bedürfnisse der Menschen waren einfach, aber Indonesien erfüllte sie nicht.
„Trauriger noch war die unangenehme Tatsache, dass die Mehrheit der indonesischen Beamten … der Meinung war, dass die Papua keine Indonesier seien, sondern bloß zu unterdrückende Untertanen.“
Herlina, die an der indonesischen Befreiung Westneuguineas teilgenommen hatte, schreibt:
„Meine Tränen waren kaum weggewischt durch Stolz und Glück, dass unsere dunkel-kraushaarigen Brüder freie Herrscher in ihrem eigenen Land geworden waren, als mein Herz plötzlich furchtbar schmerzte. … Mich über den ersten Sieg freuend und darüber reflektierend, kann ich den Beginn einer neuen Kolonisation durch uns selbst riechen! Ich schrie auf, mein Kummer mischte sich mit Zorn.“ (ebd.)
Nach anfänglicher Kooperation mit den Indonesiern war es gerade die papuanische Elite, die gegen die indonesische Kontrolle rebellierte. Zentren des Widerstands waren die entwickelteren Gebiete Westneuguineas wie Biak, Enarotali, Waghete, Waren, Ransiki, Manokwari, Ajmaru, die Arfak-Region auf der Vogelkop-Halbinsel und das Gebiet um die Gelvink-Bucht. In einer Unterhaltung zweier Mitglieder der britischen und amerikanischen Botschaft in Jakarta heißt es 1968:
„Die Indonesier haben alles versucht, vom Einsatz von B26-Bombern bis hin zum Beschuss mit Granaten und Mörsern, und dennoch herrscht weiterhin ein Zustand am Rande der Rebellion. Zweifellos kommt es bei solchen vergeblichen Versuchen der Repression hin und wieder zu Gewalttaten.“

## Act of No Choice
Anfang 1969 begann das indonesische Militär mit der „Operation Autorität“ (Operasi Wibawa), der dritten Militäroperation seit 1963. Nach Schätzung des Gouverneurs Eliezer Bonay sind bis 1969 ungefähr 30.000 Papua ermordet worden. Der US-Botschafter Frank Galbraith berichtete von Gerüchten, dass ein Völkermord an den Papua geplant sei. Mit dem Näherrücken des Act of Free Choice tötete das Militär nicht nur, sondern terrorisierte und schüchterte die Bevölkerung ein, nicht für die Unabhängigkeit zu stimmen.

### Manipulation der Wahlmänner
Suharto hatte – ebenso wie Sukarno – keinen Zweifel gelassen, dass die indonesische Regierung nur ein Ergebnis der Volksabstimmung Papuas in Betracht zog. Somit musste die Abstimmung mit dem einzigen Zweck organisiert werden, das gewünschte Resultat zu erzielen. Der Vorschlag des UNO-Beauftragten Ortiz Sanz – ein Mann eine Stimme – war hierfür ungeeignet. Man brachte die ausgesuchten Papua-Vertreter zu einem Training für die Wahl. Zuerst erhielten die Männer Geschenke wie neue Kleidung, Taschenlampen und Radios.
„Mit Hilfe eines Dolmetschers – die meisten von ihnen beherrschten die indonesische Sprache nicht – brachte man ihnen bei, dass sie, sobald sie das Wort ‚Indonesien‘ hörten, aufgeregt aufspringen, die Arme hochreißen und ‚Ja!‘ rufen sollten. Bei dem Wort ‚Papua‘ dagegen sollten sie alle sitzen bleiben und nichts sagen. … Wenn bei dem Wort ‚Papua‘ doch einmal jemand aufstand, wurde er getreten oder geschlagen“
Benny Wendas Vater vom Stamm der Lani kooperierte nicht. Man fand einen anderen Papua als Ersatz, die Abstimmung fand ohne ihn statt:
„Drei Wochen lang blieb er im Gefängnis, bis die Wahl vorüber war. Nach seiner Freilassung wollte er in sein Dorf zurückkehren, doch die Militärs ließen ihn nicht gehen. Ein weiteres Jahr lang hielten sie ihn fest, drillten und terrorisierten ihn und versuchten, ihn durch Gehirnwäsche so weit zu bringen, dass er sagte: ‚Ich bin Indonesier, ich bin stolz darauf, Indonesier zu sein‘.“ (ebd.).

### Die Wahltage
| Bezirk    | Datum     | Anzahl |
| --------- | --------- | ------ |
| Merauke   | 14. Juli  | 175    |
| Wamena    | 17. Juli  | 175    |
| Nabire    | 19. Juli  | 175    |
| Fak-Fak   | 23. Juli  | 075    |
| Sorong    | 26. Juli  | 110    |
| Manokwari | 29. Juli  | 075    |
| Biak      | 31. Juli  | 130    |
| Jayapura  | 2. August | 110    |
| Gesamt    |           | 1025   |

In den Tagen vor der Abstimmung beherrschten Panzer und Soldaten die Straßen in Jayapura. Nach privater Einschätzung des UNO-Beauftragten waren 95 % der Papua für die Unabhängigkeit. Am 14. Juli 1969 begann der Act of Free Choice in Merauke mit dem einstimmigen Votum, bei Indonesien zu verbleiben. Unter den Gästen befanden sich die Botschafter der Niederlande und Australiens. Am 17. Juli wird in Wamena einstimmig für Indonesien abgestimmt, am 19. Juli in Nabire. Hier waren wegen einer Rebellion 60.000 Papua auf der Flucht, es fehlte an Wahlmännern, die extra eingeflogen werden mussten. Trotzdem wurde der Journalist Hugh Lunn von drei Papua über die Unregelmäßigkeiten angesprochen, was das UN-Team aber nicht interessierte. Es folgte am 23. Juli Fak Fak, 26. Juli Sorong, 29. Juli Manokwari. Demonstrierende Papua wurden von Sicherheitskräften mit Lastkraftwagen abtransportiert, während der einzige ausländische Journalist von acht Sicherheitsleuten überwacht wurde. Selbst Manokwaris Rebellenführer und OPM-Gründer Ludwig Mandacen äußerte seine Loyalität zu Indonesien. Biak stimmte am 31. Juli ab, Jayapura mit Anwesenheit des deutschen Botschafters am 2. August. Die Anzahl der Papua, die insgesamt am 'Act' teilnahmen, schwankt je nach Quelle zwischen 1022 und 1028.

### Reaktionen
Nach dem Triumph Indonesiens über die erfolgreiche Durchführung des Act of Free Choice gab es einen regen Zulauf zur Freiheitsbewegung OPM. Ebenso erfolgreich, aber international stärker beachtet, landete Neil Armstrong als erster Mensch auf dem Mond (20. Juli). Die Zeitung Die Welt notiert am 5. August:
„Ein Kapitel westlicher Kolonialgeschichte kommt zum Ende – ein Kapitel asiatischer Kolonialgeschichte beginnt ... Die Papua haben die gleiche Verwandtschaft mit den Indonesiern wie die Eskimos mit den Basken.“
Während die Presse im Allgemeinen kritisch gestimmt war, machten sich Außenpolitiker eher Sorgen um die Diskreditierung der Unparteilichkeit und Integrität des UN-Sekretariats.

### UNO
Artikel 16 des New Yorker Abkommens, die Entsendung von UN-Experten zur Vorbereitung der Wahl, war nicht erfüllt worden. Die zentrale Anforderung an die Wahl in Artikel 18, dass sie in Übereinstimmung mit der internationalen Praxis zu gestalten ist, war in der UNO-Resolution in eine Übereinstimmung mit indonesischer Praxis geändert worden. Auch das in Artikel 22 vermerkte Recht freier Meinungsäußerung, körperliche Bewegungsfreiheit und Versammlungsfreiheit sei nicht gewährleistet worden, räumte UN-Beauftragter Ortiz Sanz ein.
Der UNO gelang es trotzdem, das Gesicht zu wahren: am 19. November 1969 nahm die UNO mit 84 Stimmen ohne Gegenstimme und 30 Enthaltungen Resolution 2504 (XXIV) an, in der der Act of Free Choice zu Kenntnis genommen wurde und damit die Erfüllung der im New Yorker Abkommen vereinbarten Rolle der UNO in der Durchführung des Entscheids. Trotz intensiver Lobbyarbeit Indonesiens, Australiens und der Niederlande blieben einige afrikanische Länder unter Führung Ghanas kritisch (der spätere UN-Generalsekretär Kofi Annan gehörte damals zu den Diplomaten Ghanas). Ein Antrag auf Vertagung und weitere Untersuchung des Acts sowie ein Antrag Ghanas für einen weiteren Volksentscheid 1975 waren jedoch abgelehnt worden. Auch die Niederlande hatte nun die Position Indonesiens übernommen. Das allgemeine Argument lautete, dass Westneuguinea keine existenzfähige Grundlage habe und kein anderes Land bereit sei, Verantwortung für Westneuguinea zu übernehmen.
Die britische United Nations Association konstatierte:
„Eine außerordentliche Situation wurde so geschaffen: die ursprünglich nach Westpapua entsendete UN-Mission zur Beratung, Unterstützung und Hilfe bei der Ausführung der UNO-Vereinbarung [New Yorker Abkommen] endete damit, aktiv dagegen zu arbeiten.“

### Verfolgungen
Für die Papua war die Angelegenheit noch nicht zu Ende:
„Alle, die an der Wahl teilgenommen hatten, mussten sich einmal pro Woche [beim Militärposten] melden. Man befahl ihnen, niemals über die Wahl zu sprechen oder darüber, was ihnen während ihrer Abwesenheit widerfahren war. Ihr Kommen und Gehen wurde überwacht und gegebenenfalls eingeschränkt, und selbst die Lage ihrer Gärten mussten sie dem Militär melden.“
Die Polizei begann all jene zu verfolgen, die das Schweigen über die ‚Wahl‘ von 1969 gebrochen hatten.

## Gegenwärtige Situation

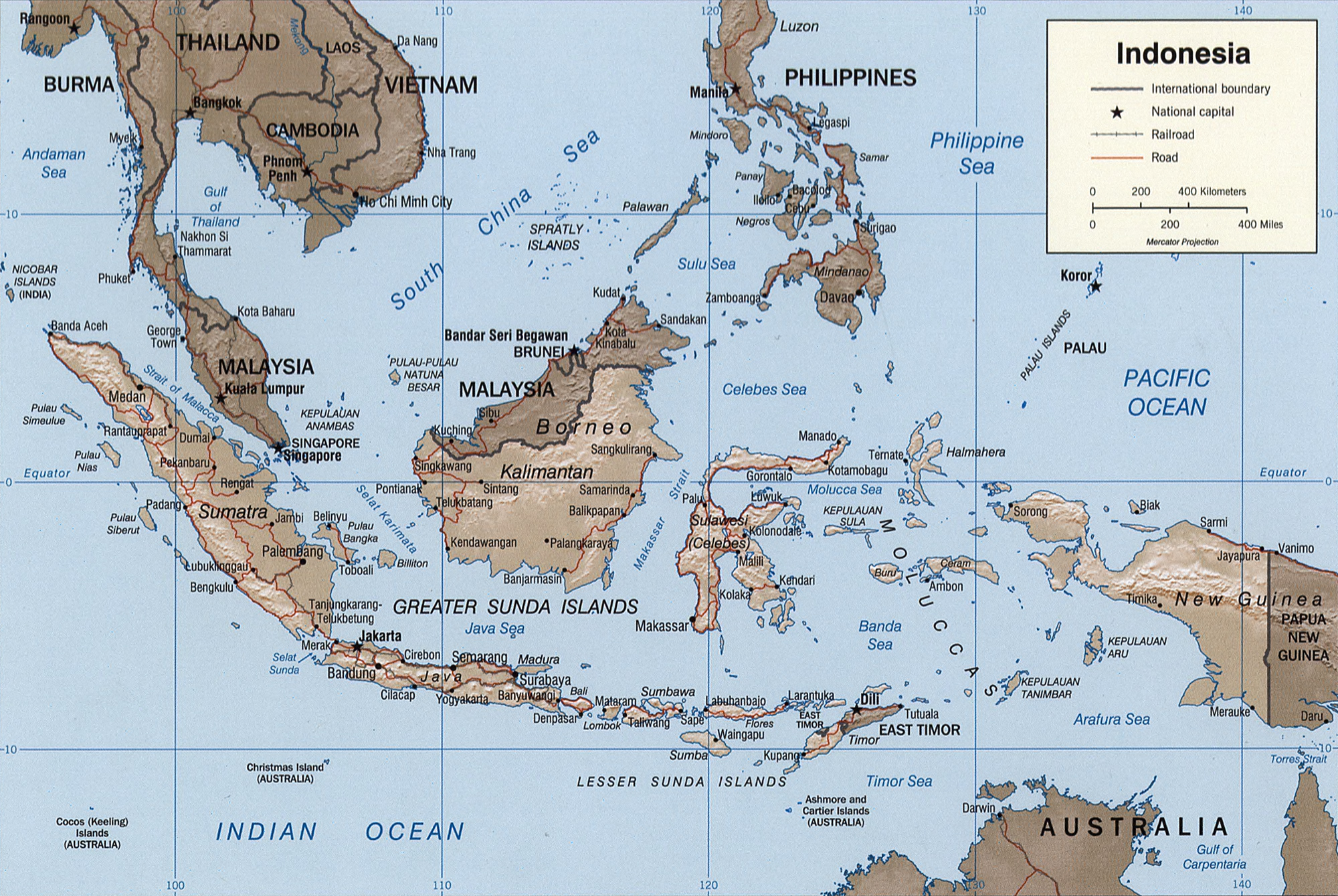
Indonesien heute, ohne Osttimor

Nach dem Ende der Suharto-Regierung kam im Jahr 2000 in Jayapura der Zweite Papua Kongress zusammen. Die dritte Resolution lautete:
„Die Menschen Papuas weisen durch den Zweiten Kongress die Ergebnisse des Act of Free Choice zurück, weil er unter Zwang, Einschüchterung, sadistischen Morden, militärischer Gewalt und unmoralischer Führung widersprechend humanitären Prinzipien durchgeführt wurde. Daher fordern die Menschen Papuas, dass die Vereinten Nationen die Resolution 2504 vom 19. Dezember 1969 widerrufen.“
Fast jede Papuafamilie kennt einen Freund oder Verwandten, der von der Armee gefoltert, für sein Leben verstümmelt oder festgenommen wurde und nie wieder zurückgekommen ist. Kuegler berichtet 2006 über professionelle Killerkommandos, die bei Stromausfall nachts in die Häuser von Regime-Kritikern eindringen, lautlos durch Genickbrechen töten und die Leichen spurlos verschwinden lassen. Früher in Osttimor eingesetzte Indonesier haben aus den dort gemachten Fehlern gelernt. Die Toten werden unter anderem zerstückelt und im Meer entsorgt, damit keine Massengräber zu internationalem Protest führen. Auch Touristen und Wissenschaftler sollten sich nicht in die Indonesische Innenpolitik einmischen:
„Leuten, die sich gegen die Regierung auflehnen wollen, wird die Zunge herausgeschnitten. Für sie wäre es besser, sie bitten die Amerikaner, ihnen eine neue Heimat auf dem Mond zu suchen“
warnte 1969 der indonesische Militärkommandant die Papua, während die Welt gespannt auf Apollo 11 schaute.
Wie viele Todesopfer die Übernahme West-Papuas durch Indonesien kostete, ist nicht genau bekannt. Häufig wird die Schätzung von 100.000 Toten angegeben. Während einige Berichte wie der Yale Report 2003 oder eine Studie der Universität Sydney 2005 von Völkermord sprechen, meint die International Crisis Group, dass die Kultur der Straflosigkeit die Militärs zu übermäßigen Gewaltreaktionen veranlasst habe. Einige Papua dagegen meinen, die Situation sei schlimmer als in Osttimor, da durch das zergliederte, unzugängliche Terrain das Militär leicht einen der etwa 250 Stämme in einem Tal auslöschen kann und dies nicht einmal bemerkt wird.
Das Militär ist auch am illegalen Holzeinschlag (Merbau) und -export beteiligt, der nicht nur den letzten intakten Regenwald Asiens zerstört, sondern auch den Lebensraum der Papua.
Henry Kissinger hatte mindestens seit 1988 aktiv für Freeport gearbeitet. Er war in seiner Position als Aufsichtsratsmitglied von Freeport zwischen 1995 und 2001 und als politischer Berater des indonesischen Präsidenten Abdurrahman Wahid zwischen 2000 und 2001 nicht an einer Veränderung der Situation interessiert; er unterstützte auch den Zuzug von Arbeitskräften aus dem Ausland, was die Verarmung der Indigenen förderte.
Chakravarthy Narasimhan, ehemaliger Untersekretär der Vereinten Nationen und U Thants damaliger Vertreter in West-Papua äußerte in einem Interview 2001:
„Alles diente nur der Beschönigung [englisch: whitewash]. Bei den Vereinten Nationen wollte man dieses Problem so schnell wie möglich loswerden … Niemand hat dabei an die Millionen Menschen gedacht, deren grundlegendste Menschenrechte mit Füßen getreten wurden … Wie hätte irgendjemand ernsthaft glauben können, dass sämtliche Wähler sich einstimmig dafür aussprachen, sich seinem (Suhartos) Regime anzuschließen? … Eine solche Einstimmigkeit ist in Demokratien schlicht unbekannt“
Viele Beobachter Papuas sind der Meinung, es ist gerade die auf Sicherheit abzielende Vorgehensweise des Militärs – einschließlich weit verbreiteten Morden, Folterungen, Entführungen und anderen Menschenrechtsverletzungen – die den Wunsch nach Unabhängigkeit in den Herzen der Menschen anfacht.
Seit 2003 werden keine ausländischen Journalisten mehr ins Land gelassen, damit „Einheit und Zusammenhalt Indonesiens nicht gefährdet sind“, so die offizielle Begründung. Wissenschaftler, Touristen und Mitarbeiter von Nichtregierungsorganisationen müssen sich bei der Polizei melden und eine Erlaubnis für jeden besuchten Ort beantragen. Diplomaten wird die Einreise nicht verweigert, sie wurden aber schon aufgefordert, ihren Besuch zu verschieben. Zu einem indonesischen Journalisten sagten Militärs:
„Machst du ein Problem? Wir töten dich – kein Problem!“.
In einem offiziellen Tourismushandbuch von 1998 heißt es: „In der Abstimmung von 1969 wählten die Menschen Irian Jayas ein Teil Indonesiens zu sein“. (indonesisches Tourismushandbuch)

## Zeittafel
1945Indonesien proklamiert die Unabhängigkeit von den Niederlanden. Die Indonesische Revolution geht an Neuguinea vorbei.
1949Runder Tisch Konferenz. Westneuguinea wird nicht an Indonesien übergeben. (Artikel 2 der Vereinbarung)
1950Indonesien begibt sich auf den Standpunkt, Westneuguinea gehöre seit der Unabhängigkeitserklärung von 1945 zu Indonesien. Die Niederlande bereiten Westneuguinea auf die Unabhängigkeit vor
1955Scheitern der Genfer Gespräche zwischen Indonesien und den Niederlanden
1958Die auf Eigeninitiative der CIA beruhende Operation Hike zum Sturz von Indonesiens Präsident Sukarno misslingt. Es ist vor der Invasion in der Schweinebucht der größte Fehlschlag der CIA.
1960Freeport-Geologen erkunden die Ertsberg-Mine in Westneuguinea. Unter den Bedingungen der Sukarno-Regierung ist ein großes finanzielles Engagement wenig attraktiv.
1961
Gründung des Strategischen Heereskommandos Kostrad mit Suharto als Oberbefehlshaber (6. März)
19. Oktober erster Papua-Kongress beschließt die Unabhängigkeit der Republik Westpapua.
1. Dezember erstes offizielles Hissen der Morgensternflagge der Republik Westpapua.
19. Dezember Sukarnos Trikora-Rede zur „Befreiung Westirians“. Betont wird die Freundschaft mit den sozialistischen Staaten. Unter Suhartos Führung beginnt das Militär mit Angriffen auf Niederländisch-Neuguinea.
1962Januar–Juni Heinrich Harrer gelingt die Erstbesteigung des Puncak Jaya. Es wird auch der Morgenstern gehisst.
15. August Beilegung des Streites zwischen Indonesien und den Niederlanden über die Zukunft Westneuguineas im New Yorker Abkommen
1. Oktober Übergabe der Verwaltung an die UNO
19631. Mai Angliederung an Indonesien unter der Bezeichnung Irian Barat.
22. November: Mit dem Mord an US-Präsident John F. Kennedy verliert Sukarno einen Verbündeten. Die US-Politik gegenüber Indonesien ändert sich grundlegend.
1. Dezember: Nach dem Hissen der Morgenstern-Flagge beginnen indonesische Militärs und Polizei mit der Verfolgung und Tötung tausender Papuas.
1965Indonesiens Austritt aus der UNO, Sukarno enteignet viele  ausländische Firmen.
Die 1964 entstandene Freiheitsbewegung Papuas, OPM, wird durch eine Aktion in Manokwari bekannt
Entmachtung von Sukarno. Der amerika-freundliche General Suharto übernimmt die Regierung.
1967US-Firma Freeport erhält von Suharto einen 30-jährigen Vertrag zu selbst gewählten Bedingungen für den Kupferbergbau in Westneuguinea und wird zu einem wichtigen Verbündeten Jakartas
1969Juli–August Durchführung des Act of Free Choice zur Legitimierung der Zugehörigkeit zu Indonesien (14. Juli bis 2. August), während Neil Armstrong als erster Mensch auf dem Mond landet (20. Juli)
19. November: Die UNO-Vollversammlung nimmt die Ausführung des Act of Free Choice zur Kenntnis und sieht ihre Rolle im New Yorker Abkommen als erfüllt an.
1973Bei der Eröffnung von Freeports Ertsberg-Mine in Westneuguinea verkündet Suharto die Umbenennung des Landes in Irian Jaya.
1975Henry Kissinger gibt grünes Licht für Suhartos Einmarsch in Osttimor. Suharto möge nur so lange warten, bis der US-Präsident Indonesien verlassen hat.
1998Ende der Suharto-Ära. Unter Präsident Bacharuddin Jusuf Habibie wird Osttimor 1999 der UNO unterstellt und unter Megawati Sukarnoputri 2002 unabhängig.
1999Präsident Wahid benennt Irian Jaya wieder Westpapua und gibt dem 2. Papuakongress finanzielle Unterstützung.
2000Um eine offene Konfrontation mit Jakarta zu vermeiden, macht der 2. Papuakongress in Jayapura geltend, dass die Unabhängigkeit bereits 1961 auf dem 1. Kongress ausgerufen wurde. Kurz darauf werden die wichtigsten Ratsmitglieder verhaftet. Der indonesische Präsident Wahid wird unter anderem wegen seiner Papua-freundlichen Politik abgewählt.
Der australische Musiker David Bridie bringt ein CD-Album mit dem Titel „Act of Free Choice“ heraus.
2001Am Unabhängigkeitstag entschuldigt sich Präsidentin Sukarnoputri bei den Papua für begangene Ungerechtigkeiten und verspricht weitreichende Autonomie.
Theys Eluay, Vorsitzender des Papua-Kongresses, wird von indonesischen Militärs ermordet. Als Auftraggeber werden zwei hohe Generäle in Jakarta vermutet.
Durch den besonderen Autonomiestatus bleiben mehr Steuern in Papua und sollen Bildung und Gesundheitswesen finanzieren.
2003Yale Report über die Tendenz zum Völkermord in Westneuguinea.
Einreiseverbot für ausländische Journalisten
2004Veröffentlichung von US-Geheimdokumenten offenbart die Unterstützung Indonesiens durch die USA 1969 und die Manipulation der Wahl durch Indonesien. Henry Kissinger, Aufsichtsratsmitglied bei Freeport-McMoRan nach 1995, war 1969 genau informiert, dass Indonesien den gewünschten Wahlausgang des Act of Free Choice beeinflusste und gab Präsident Nixon entsprechende Hinweise.
2005Die vom niederländischen Außenminister in Auftrag gegebene Studie über die niederländische Kolonialgeschichte und den Act of Free Choice, Een daad van vrije keuze von Pieter Drooglever erscheint.
2006Freeport-McMoRan ist größter Steuerzahler Indonesiens und betreibt in Westneuguinea mit der Grasberg-Mine die weltgrößte Goldmine und die Kupfermine mit den niedrigsten Förderkosten unter massiver Langzeitschädigung der Umwelt. Sowohl das indonesische Militär hat von Freeport finanzielle Unterstützung erhalten wie auch der die Unabhängigkeit von Indonesien anstrebende Papua-Kongress.

## Belege

### Historische Dokumente
- Manifesto First Papuan Peoples’ Congress, October 19, 1961 in Kaisiepo 2003 Anhang C
- Governor of Netherlands New Guinea: Territorial Flag Ordinance. 18. November 1961 in Kaisiëpo 2003 Anhang D
- Sukarno: The Peoples Command for the Liberation of West Irian. (Trikora-Rede) Jogjakarta, 19. Dezember 1961 http://www.papuaweb.org/goi/pidato/1961-12-jogjakarta.html
- New Guinea Council: Advisory Note concerning the use of the right to self-determination. Februar 1962 – in Kaisiepo 2003 Anhang B
- New Yorker Abkommen: Agreement Between the Republic of Indonesia and the Kingdom of the Netherlands Concerning West New Guinea (West Irian) New York, 15. August 1962 New York Agreement (Memento vom 12. November 2012 im Internet Archive)
- United Nations General Assembly: Report of the Secretary-General regarding the act of self-determination in West Irian. UNGA A/7723 Twenty-forth session, Agenda Item 98, 6. November 1969 pdf 7 MB mit Bericht der indonesischen Regierung
- UN-Resolution 2504 (XXIV) AGREEMENT BETWEEN THE REPUBLIC OF INDONESIA AND THE KINGDOM OF THE NETHERLANDS CONCERNING WEST NEW GUINEA (WEST IRIAN). 20. November 1969 pdf 104 kB
- Brad Simpson: Indonesia's 1969 Takeover of West Papua Not by „Free Choice“. Washington 2004 http://www.gwu.edu/~nsarchiv/NSAEBB/NSAEBB128 (veröffentlichte Geheimdokumente der US-Regierung, pdf 7,5 MB)